# Emilian Dolha
Emilian Ioan Dolha (Turda, 3 novembre 1979) è un ex calciatore rumeno, di ruolo portiere.